# زوکا
زوکا (به لاتین: Sücka) یک زیستگاه انسانی در لیختن‌اشتاین است که در تریزنبرگ واقع شده‌است.

## خصوصیات
زوکا ۱٬۱۰۰ متر بالاتر از سطح دریا واقع شده‌است.